# Miguel Moreno Jiménez
Miguel Moreno Jiménez (Granada, el 19 de gener de 1942- abril de 2020) va ser un fotògraf i fotoperiodista espanyol.
Durant la seva llarga trajectòria professional va estar vinculat als diaris esportius ‘Sport’, ‘Mundo Deportivo’, ‘Don Balón’. Va ser un dels fundadors del diari Sport, i més endavant, a principis dels vuitanta, va entrar a formar part de l'equip de col·laboradors d'El Mundo Deportivo després de sortir de Sport, fitxat per Jaume Nolla i Durán. Col·laborava també per ‘Tot Barça‘ i era l'encarregat de fer les fotos dels cromos 'Panini'. El 1991, en la nova etapa de Mundo Deportivo, amb Santi Nolla com a nou director, va entrar definitivament a formar part de la plantilla del diari. Com a col·laborador de Don Balón, fou un referent que va ser enviat per la revista a cobrir Mundials i tots els partits de la Selecció Espanyola de futbol. Entre els endevinaments més destacats que cobrí amb la seva càmera es troben la tragèdia de l'Estadi de Heysel del 1985. L'abril del 2020 va morir a conseqüència de la pandèmia de coronavirus.